# Tocasta
Tocasta is een geslacht van vlinders van de familie kokermotten (Coleophoridae).

## Soorten
- T. priscella Busck, 1912